# Japán Díj
A Japán Díjat (Japan Prize) 1985-ben alapították, hogy a világon bárhol születő, legkiemelkedőbb tudományos és technológiai eredményeket ismerjék el vele. Két előre meghatározott kategóriában hirdetik meg, amelyek évente változnak. A díjat japán tudósokból alakított bizottság ítéli oda, értéke 50 millió jen (kb. 450 000 dollár). A díjazottak nevét januárban közlik.

## A kitüntetettek listája
- 2012 Masato Sagawa (JPN), Nicholas Lydon (USA), Brian Druker (USA), Janet Rowley (USA)
- 2011 Toshio Hirano (JPN), Tadamitsu Kishimoto (JPN), Dennis Ritchie (USA), Kenneth Lane Thompson (USA)
- 2010 Peter Vitousek (USA), Shun’ichi Iwasaki (JPN)
- 2009 Dennis Meadows USA, David Kuhl (USA)
- 2008 Vinton Gray Cerf (USA), Bob Kahn (USA), Victor McKusick  (USA)
- 2007 Albert Fert, Peter Grünberg és Peter Shaw Ashton
- 2006 John Houghton, Akira Endo
- 2005 Makoto Nagao, Masatoshi Takeichi, és Erkki Ruoslahti
- 2004 Kenichi Honda, Akira Fujishima, Keith J. Sainsbury, és John H. Lawton
- 2003 Benoît Mandelbrot, James A. Yorke, és Seiji Ogawa(MRI:magnetic resonance imaging)
- 2002 Tim Berners-Lee, Anne McLaren, és Andrzej K. Tarkowski
- 2001 John B. Goodenough és Timothy R. Parsons
- 2000 Ian L. McHarg és Kimishige Ishizaka
- 1999 W. Wesley Peterson, Jack L. Strominger, és Don C. Wiley
- 1998 Leo Esaki, Jozef S. Schell, és Marc C. E. Van Montagu
- 1997 Takashi Sugimura, Bruce N. Ames, Joseph F. Engelberger, és Hiroyuki Yoshikawa
- 1996 Charles Kuen Kao és Masao Ito
- 1995 Nick Holonyak, Jr. és Edward F. Knipling
- 1994 William Hayward Pickering és Arvid Carlsson
- 1993 Frank Press és Kary Mullis
- 1992 Gerhard Ertl és Ernest John Christopher Polge
- 1991 Jacques - Louis Lions és John Julian Wild
- 1990 Marvin Minsky,  William Jason Morgan, Dan McKenzie, és Xavier Le Pichon
- 1989 Frank Sherwood Rowland és Elias James Corey
- 1988 Georges Vendryes,  Donald Henderson, Isao Arita, Frank Fenner, Luc Montagnier, és Robert C. Gallo
- 1987 Henry M. Beachell, Gurdev S. Khush, és Theodore H. Maiman
- 1986 David Turnbull és Willem Kolff
- 1985 John R. Pierce és Ephraim Katchalski